# Колесники (Мальцевское сельское поселение)
Колесники — деревня в Гагаринском районе Смоленской области России. Входит в состав Мальцевского сельского поселения. Население — 3 жителя (2007).
Расположена в северо-восточной части области в 7 км к юго-востоку от Гагарина, в 3 км севернее автодороги М1 «Беларусь». В 0,1 км южнее деревни расположена железнодорожная станция Колесники на линии Москва — Минск.
Через населённый пункт проходит грунтовая автодорога протяжённостью 300 метров. Деревня состоит из одной улицы, которая носит название Железнодорожная.

## История
В годы Великой Отечественной войны деревня была оккупирована гитлеровскими войсками в октябре 1941 года, освобождена в марте 1943 года.